# Zombie Nightmare
Zombie Nightmare es una película de terror canadiense dirigida por Jack Bravman y protagonizada por Jon Thor Mikl que se rodó en los suburbios de Montreal, Canadá.

## Argumento
Un niño llamado Tony Washington (Jesse D'Angelo) ve a su padre William (John Fasano) jugar un partido de béisbol. En el camino a casa Tony, la madre de William y Tony Louise (Francesca Bonacorsa) ven a una niña (Tracy Biddle) a punto de ser violada por dos adolescentes. William salva a la niña de ser violada, pero es asesinado cuando uno de los violadores lo apuñala fatalmente.
Los años pasan y Tony (Jon Mikl Thor), ahora un jugador de béisbol adolescente con músculos, está dejando una pequeña tienda de comestibles donde había ayudado a interrumpir un intento de robo. En la carretera es atropellado por una pandilla de adolescentes imprudentes, compuesta por Bob (Allan Fisler), Amy (Tia Carrere), Jim (Shawn Levy), Peter (Hamish McEwan) y Susie (Manon E. Turbide), y es asesinado. Después de que su cuerpo sea llevado a su madre, Louise, ella contacta a una de sus vecinas, una sacerdotisa vudú llamada Molly (Manuska Rigaud), para salvar a su hijo. Molly le explica a Louise que aunque ella es incapaz de devolver a su hijo a la vida, puede mantenerlo entre un estado de vida y la muerte el tiempo suficiente para que él se vengue. Después de que Louise esté de acuerdo, Molly resucita a Tony como un zombi, y luego usa sus poderes para ayudarlo en su venganza.
La noche siguiente, el ahora zombificado Tony rastrea a Peter y Susie hasta el gimnasio de una academia y mata a Peter rompiéndole el cuello, y luego a Susie, aplastándole el cráneo con un bate de béisbol. La noche siguiente encuentra y mataa a Jim empalándolo con el mismo bate, antes de que este pueda violar a una camarera. El detective de policía Frank Sorrell (Frank Dietz) pestá investigando ambos incidentes y en un primer momento está de acuerdo con un forense en que el responsable tiene que ser un adicto a las drogas de gran corpulencia. Sorrell trae sus sospechas a su jefe, el capitán de la policía Tom Churchman (Adam West), y le dicen que ya han logrado encontrar a un sospechoso responsable que coincida con la descripción de Sorrell y cierre el caso.
Creyendo que el caso no ha sido totalmente resuelto, Sorrell investiga las fotos que tiene a Molly en ambos incidentes y sugiere a Churchman que la traigan para ser interrogada. Pero el capitán la despide rápidamente como "un lector de palo, voodoo de la palma que sigue las ambulancias alrededor" y lo envía a casa para reclinarse. Poco después, Churchman se comunica con el padre de Jim, Fred, y le informa de la participación de Molly en la muerte de su hijo, y luego le pide que vaya a la comisaría. Antes de que Fred pueda salir de su casa, ve a Tony acercándose a él y le dispara con un rifle. Tony en seguida se recupera y mata a Fred, rompiéndole el cuello.
Sabiendo que serán los próximos, Bob y Amy deciden salir de la ciudad. Mientras que en un garaje conseguir el dinero, Tony los encuentra y mata a Bob golpeando su cabeza contra un coche, después hace igual a Amy contra una puerta. Mientras que monitorea las acciones de Tony, Molly es sostenido a punta de pistola por Churchman para venir con él y forzado a demostrar a donde Tony va. El zombi va a un cementerio con Sorrell siguiéndole. Molly y Churchman pronto llegan, contando a Sorrell que la sacerdotisa resucitó a Tony para no sólo vengarse, sino también a Molly como a Churchman y Fred que fueron los dos que trataron de violarla hace años, y que el capitán también era el que había matado al padre de Tony. Habiendo aprendido que un zombi perderá su energía una vez que se haya vengado, Churchman dispara y mata a Tony, y también a Molly. Antes de que él pudiera hacer lo mismo con Sorrell para silenciarlo como testigo, un segundo zombi se levanta de una tumba cercana y arrastra a Churchman al suelo con él, presumiblemente al infierno. Un sorprendido Sorrell entonces inspecciona la tumba y se da cuenta de que el segundo zombi fue el padre de Tony, luego se va.

## Reparto
| Actor          | Personaje           |
| -------------- | ------------------- |
| Adam West      | Capt. Tom Churchman |
| Jon Mikl Thor  | Tony Washington     |
| Tia Carrere    | Amy                 |
| Manuska Rigaud | Molly Mokembe       |
| Frank Dietz    | Frank Sorrell       |
| Linda Singer   | Maggie              |
| Tony Blauer    | Adolescente#1       |
| Mark Kulik     | Adolescente#2       |
| John Fasano    | William Washington  |

## Banda sonora

### Lista de canciones
| Pista | Título              | Interprete    |
| ----- | ------------------- | ------------- |
| 1     | "Future Flash"      | Girlschool    |
| 2     | "C'mon Let's Go"    | Girlschool    |
| 3     | "Ace of Spades"     | Motörhead     |
| 4     | "Danger Zone"       | Fist          |
| 5     | "We Rule the Night" | Virgin Steele |
| 6     | "Rebirth"           | Thor          |
| 7     | "I'm Dangerous"     | Death Mask    |
| 8     | "Out for the Kill"  | Battalion     |
| 9     | "Midnite Man"       | Pantera       |
| 10    | "Zombie Life"       | Knighthawk    |
| 11    | "Dead Things"       | The Things    |